# 에야와디 유나이티드 FC
에야와디 유나이티드 FC(버마어: ဧရာဝတီယူနိုက်တက် ဘောလုံးအသင်)는 파테인을 연고로 하는 미얀마의 축구단이다. 현재는 미얀마 내셔널리그에 참가하고 있다.

## 우승
- MFF 채리티컵: 2012, 2015
- 아웅산 실드: 2012, 2014, 2015

## 선수 명단

### 현역
참고: FIFA 자격 규정에 따라 소속된 국가대표팀 국기를 표시합니다. 선수는 복수의 FIFA 비회원국 국적을 가지고 있을 수 있습니다.
| 번호 | 포지션 | 국적 | 이름 |
| ---- | ------ | ---- | ---- |

| 번호 | 포지션 | 국적 | 이름 |
| ---- | ------ | ---- | ---- |